# Flacino (obispo de Oviedo)
Flacino, Flacinus o Flagino fue  obispo de Oviedo entre 909 y 912 y, posiblemente, desde 907 hasta 914. Sucedió a Gomelo II y aparece por primera vez en la documentación medieval el 20 de enero de 905 confirmando un diploma como presbítero y primicerius (Flacinus presbyter, Primicerius testis). Dos documentos del monasterio de Sahagún atestiguan sus primeras apariciones como obispo, aunque sin alusión a su obispado: uno del 28 de abril de 909 y otro del 28 de mayo de ese mismo año, donde confirma como Flacinius. En 912 confirmó una donación del rey García I al monasterio de san Cipriano.
El 24 de octubre de 912, en un documento que había sido erróneamente datado en 914, cuando ya gobernaba la sede ovetense el obispo Oveco, Flacinus, claramente identificado con su diócesis, y la catedral de san Salvador de Oviedo, recibieron del rey Alfonso IV de León una generosa donación de varias villas, heredades, ornamentos de oro, plata y mármol, así como libros. Otro diploma datado el 27 de mayo de 912 en el Libro de los testamentos de la catedral de Oviedo donde se cita a Flaciano es una falsificación del siglo xii del obispo Pelayo suscrita por un obispo llamado Hermenegildo.
| Predecesor: Gomelo II | Obispo de Oviedo 907/909 - 912/914 | Sucesor: Oveco |